# Żoliborz

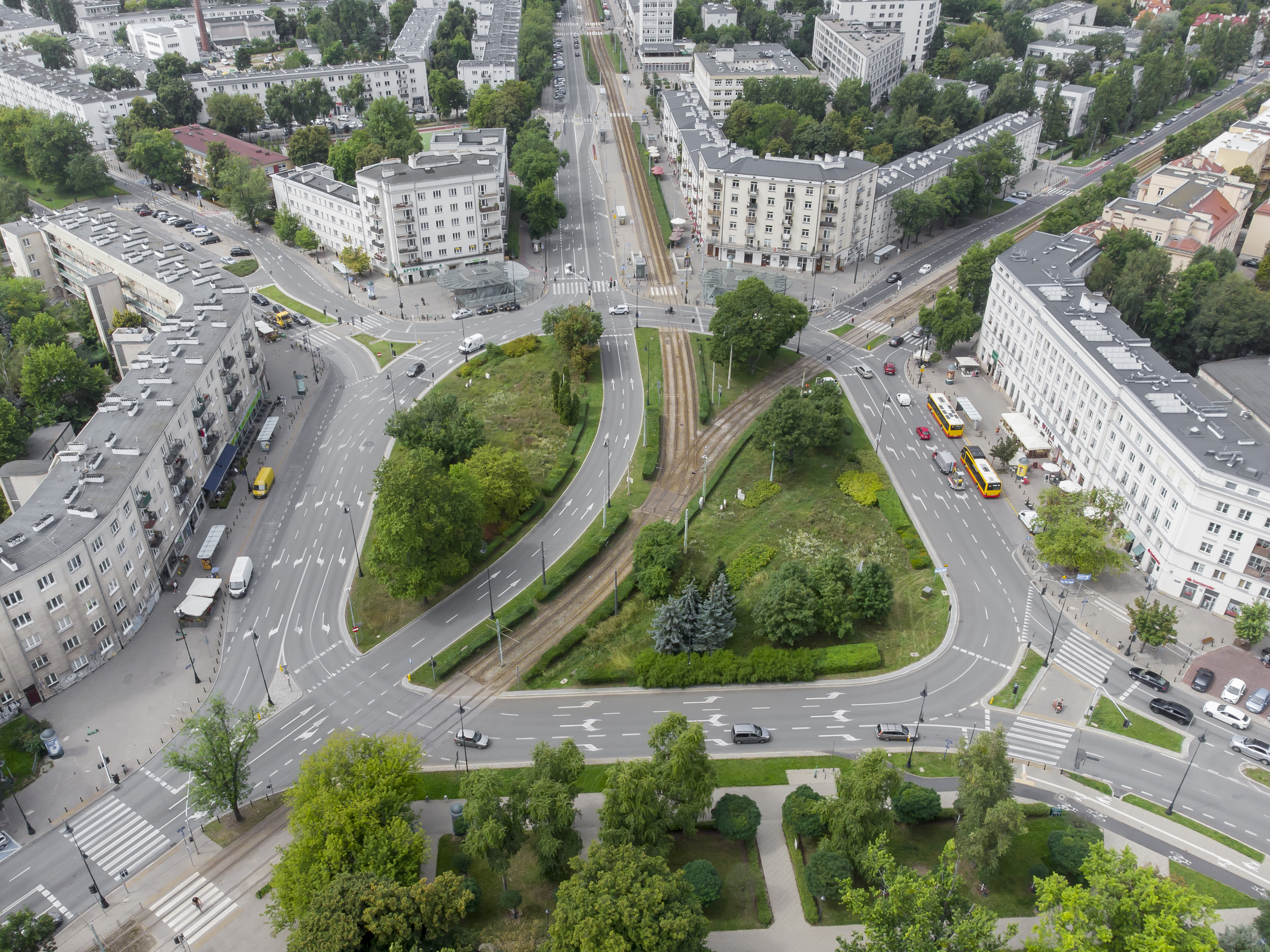

Żoliborz är ett distrikt i norra Warszawa. Żoliborz har 50 934 invånare. Distriktets namn härstammar från franskans joli bord, vilket betyder vacker flodbank.